# Stollberg (district)
Districtul Stollberg este un Kreis în landul Saxonia, Germania. 